# Польське соціалістичне об'єднання
Польське соціалістичне об'єднання (ПСО) — політична організація поляків в Україні у 1917 році. На час створення була однією з двох організацій претендуючих на репрезентацію українських поляків (другою організацією був Польський комітет виконавчий на Русі (ПКВ), з якого, з часом, виділилася і третя — Польський демократичний централ (ПДЦ)).

## Створення
Польське соціалістичне об'єднання було створено за ініціативи харківського осередку Польської соціалістичної партії — Революційної фракції (ППС (р. ф.)) 3-4 березня 1917 року у Харкові. Крім ініціаторів створення до складу органцізації також увійшли представники Польської соціалістичної партії — Лівиці (ППС (л)) та Соціал-демократії Королівства Польського і Литви (СДКПіЛ). Головою об'єднання був обраний Т. Жарський.

## Діяльність
Згідно припущень українського історика Павла Гай-Нижика протягом березня — початку липня 1917 року ставлення керівництва ПСО до Центральної Ради не було позитивним, оскільки єдиними дійсно революційними органами нею визнавались Ради робітничих і солдатських депутатів, що протиставлялись Тимчасовому уряду Росії. Однак ситуація змінилася після З'їзду польських організацій, що проходив у Києві 18-24 червня 1917 року. У відповідь на прийняту за підтримики ендеків резолюцію зі складу ПКВ вийшли демократи та соціалісти, ПСС(р. ф.), при цьому, визнала ПКВ «зайвою організацією» і «звичайним блоком буржуазії». На неофіційній нараді секцій ППС (р-ф) в Україні, що проходила паралельно зі з'їздом, представниками партії було вирішено взяти активну участь у розбудові польської національно-культурної автономії (що протиставлялась концепції «внутрішньої автономії» ендеків), яку проголошувала Центральна Рада, і співпрацювати разом з демократами в межах «польських культурних гмінних» установ, що у свою чергу мало послабити вплив на місцеве польське населення сітки польських комісаріатів ПКВ. На початку серпня 1917 року ППС (л) (отримала 7 місць) та ППС (р. ф.) (отримала 4 місця) увійшли до складу Центральної Ради, згодом до них приєдналась і СДКПіЛ (отримала 4 місця).
Наприкінці серпня 1917 року ПСО розпадається секції ППС (р-ф), ППС (л) та СДКПіЛ.